# Xã Cherry Valley, Michigan
Xã Cherry Valley (tiếng Anh: Cherry Valley Township) là một xã thuộc quận Lake, tiểu bang Michigan, Hoa Kỳ. Năm 2010, dân số của xã này là 396 người.